# Mapiripana
Mapiripana est un corregimiento de Barrancominas, situé dans le département de Guainía, en Colombie.